# Cyrtandra efatensis
Cyrtandra efatensis är en tvåhjärtbladig växtart som beskrevs av André Guillaumin. Cyrtandra efatensis ingår i släktet Cyrtandra och familjen Gesneriaceae. Inga underarter finns listade i Catalogue of Life.